# Media Forest
Media Forest – izraelska organizacja świadcząca usługi monitorowania airplay i badania mediów i reklamy w przemyśle muzycznym założona w 2005 roku w Netanja w Izraelu. Firma monitoruje nadawanie ścieżek i kanałów, takich jak stacje radiowe i kanały telewizyjne. Media Forest świadczy usługi, które umożliwiają artystom zakupić subskrypcję, która dostarcza im informacje w czasie rzeczywistym na kanałach telewizyjnych. Poza Izraelem organizacja ma swoje oddziały również we Francji, Argentynie, Mołdawii, Belgii, Bułgarii, Rumunii, Grecji i Szwajcarii.
Media Forest publikuje cotygodniowe listy airplay.